# 八宝備仁
八宝備 仁（はっぽうび じん）は、日本のイラストレーター。主にアダルトゲームの原画・CGを担当している。同人サークル「HAPPO流」を主宰。自身が立ち上げたゲームブランドにはCrossnet-Pieとωstarがあり、企画も担当している。

## 主な作品

### アダルトゲーム
- 精神的外傷（にくきゅう）
- 無垢 弐（にくきゅう）
- となりのお姉さん（にくきゅう）
- VIST（シーズウェア）
- Repeat 〜繰り返されるときそして・・・〜（Sirius）
- フーリガン（フロントウイング）
- アズラエル（フロントウイング・Survive）
- セパレイトブルー（Survive）
- 真夏の扉 〜君と綴る物語〜（Harbor）
- ガッデーム&ジュテーム（CIRCUS）
- boin（Crossnet-Pie）
- リゾートBOIN（Crossnet-pie）
- 彼女×彼女×彼女 〜三姉妹とのドキドキ共同生活〜（ωstar）
- 彼女×彼女×彼女 ドキドキフルスロットル!（ωstar）
- クラ☆クラ 〜CLASSY☆CRANBERRY'S〜（アトリエかぐや P-ch）
- 美少女万華鏡 -呪われし伝説の少女-（ωstar）
- 美少女万華鏡 -忘れな草と永遠の少女-（ωstar）
- 美少女万華鏡 -かつて少女だった君へ-（ωstar）
- 美少女万華鏡 -神が造りたもうた少女たち-（ωstar）
- 美少女万華鏡 -罪と罰の少女-（ωstar）
- 美少女万華鏡 -理と迷宮の少女-（ωstar）[1]
- 美少女万華鏡異聞 雪おんな（ωstar）[2]

### コンシューマーゲーム
- クライシスシティー（タカラ）
- フーリガン 〜君のなかの勇気〜（PCCWJ）
- こころの扉（Genex）
- レッスルエンジェルス サバイバー（サクセス）

### 同人ゲーム
- S.A.（田中ブラザーズ）
- S.A.2（田中ブラザーズ）
- S.A.3（田中ブラザーズ）
- サクサク大強盗（田中ブラザーズ）
- サクサク大強盗R（田中ブラザーズ）
- E.S.P.（田中ブラザーズ）

### 小説挿絵
- 柿沼秀樹『ジャンクフォース フロムマーズ』（メディアファクトリー、MF文庫J）
- 黄支亮『ブレイブガールズ〜異世界戦士・茜』（フランス書院）
- 師走トオル『僕と彼女のゲーム戦争』（アスキー・メディアワークス、電撃文庫）

### 雑誌表紙絵
- メガストア（コアマガジン） 2005年1月号 - 2006年12月号
- メンズヤング（双葉社） 2006年3月号 -

### マルチメディア
- 絶対衝激 〜PLATONIC HEART〜 キャラクターデザイン

### 画集
- 『BOIN BEST SELECTION』 - 『boin』オフィシャルファンブック（宙出版、 2005年4月28日初版第1刷発行）ISBN 4-7767-9119-6
- 『八宝備仁画集 SWEET BODY』（コアマガジン、2007年5月12日初版第一刷発行）ISBN 978-4-86252-084-5
- 『彼女×彼女×彼女 八宝備仁アートワークス』（コアマガジン、2010年7月14日第1刷発行）ISBN 978-4-86252-819-3
- 『リゾートBOIN 八宝備仁アートワークス』（コアマガジン、2011年5月12日初版第一刷発行）ISBN 978-4-86436-029-6
- 『クラ☆クラ 八宝備仁アートワークス』（コアマガジン、2012年8月8日初版第一刷発行）ISBN 978-4-86436-323-5
- 『八宝備仁画集 紅蝶』（コアマガジン、2017年2月24日初版第一刷発行）ISBN 978-4-86436-997-8
- 『美少女万華鏡 八宝備仁アートワークス 上』（コアマガジン、2025年1月10日初版第一刷発行／2024年12月27日発売）ISBN 978-4-86653-841-9
- 『美少女万華鏡 八宝備仁アートワークス 下』（コアマガジン、2025年1月10日初版第一刷発行／2024年12月27日発売）ISBN 978-4-86653-842-6